# St. Martinus (Much)

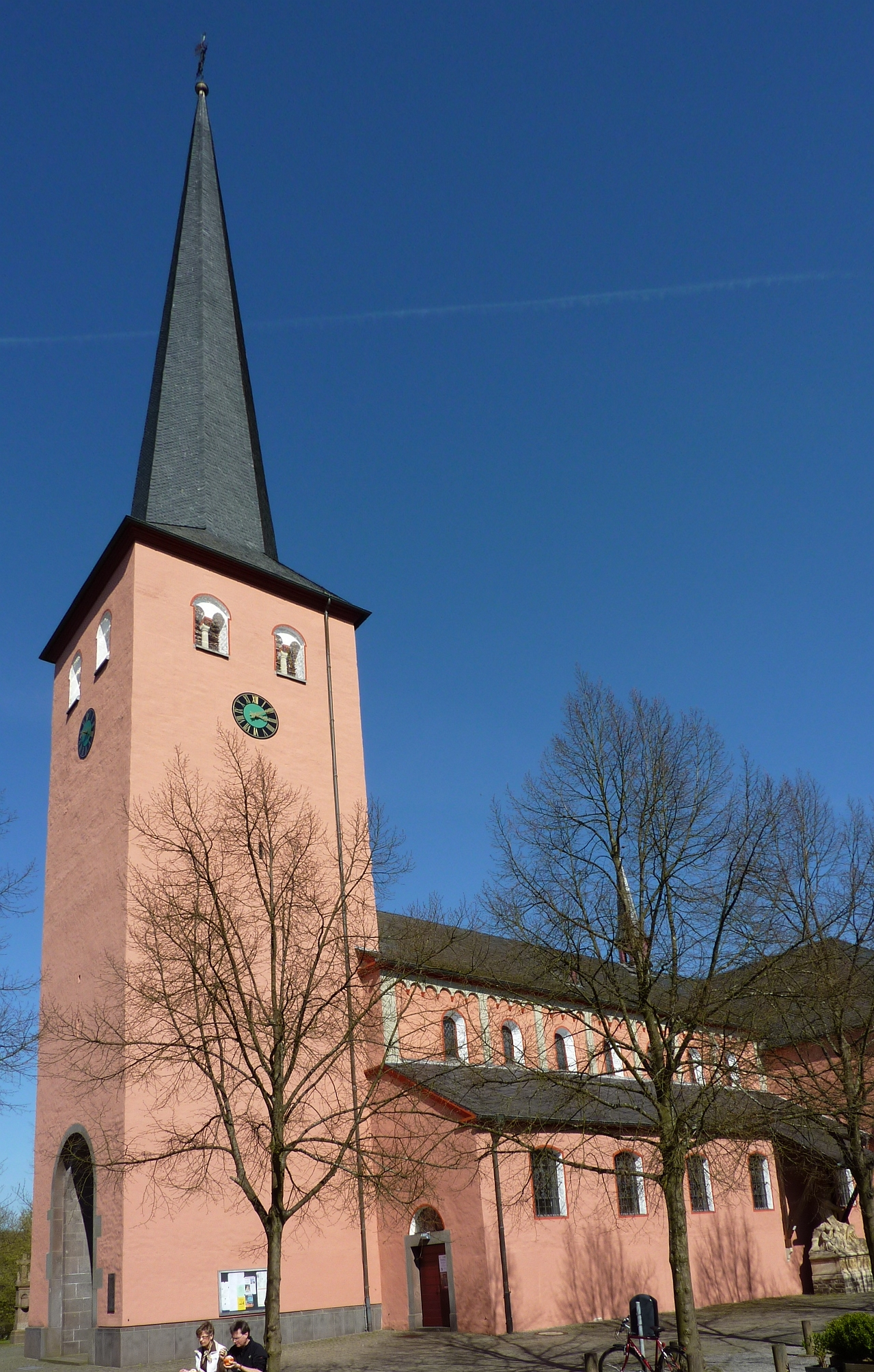
Kirche St. Martinus

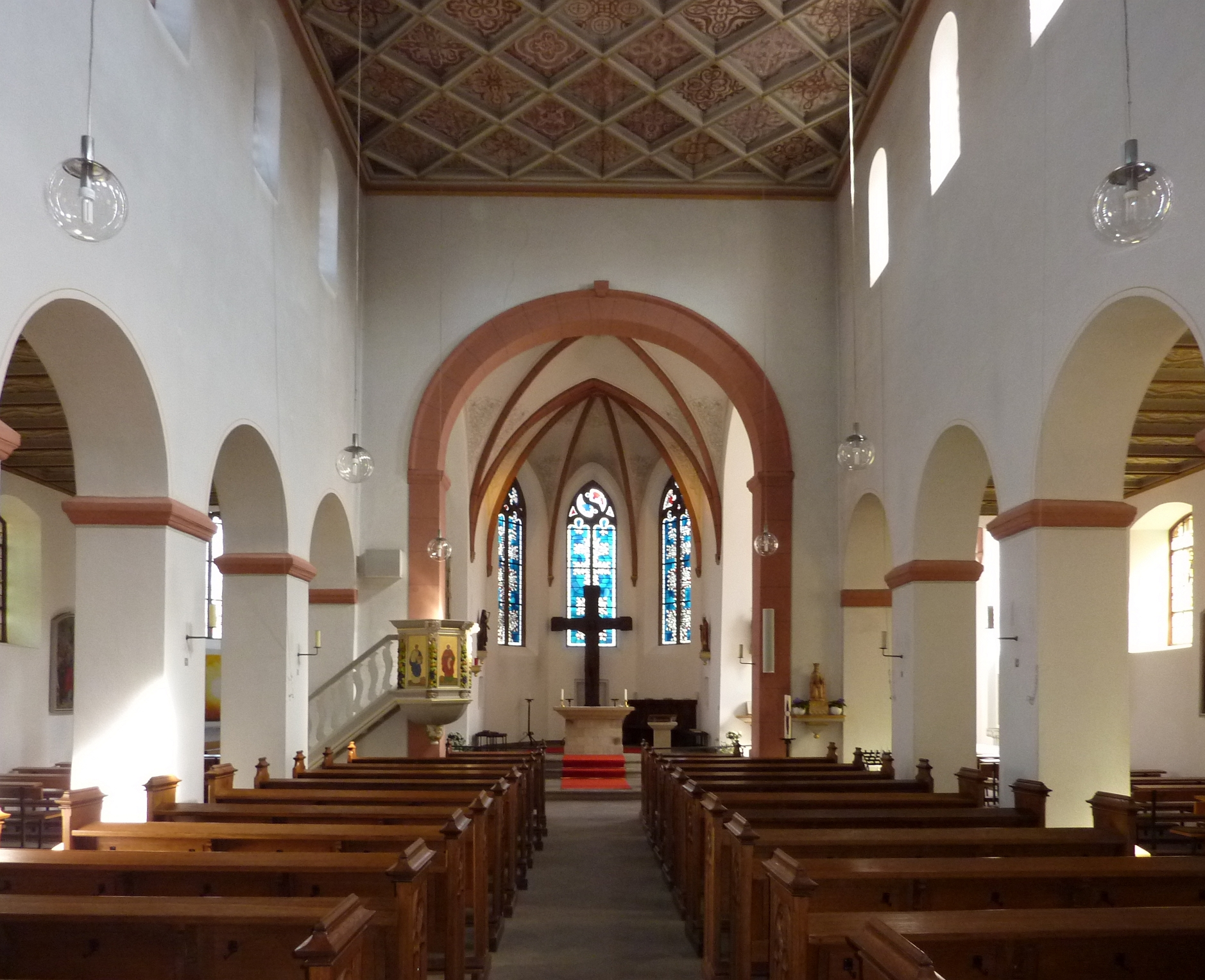
Blick ins Langhaus

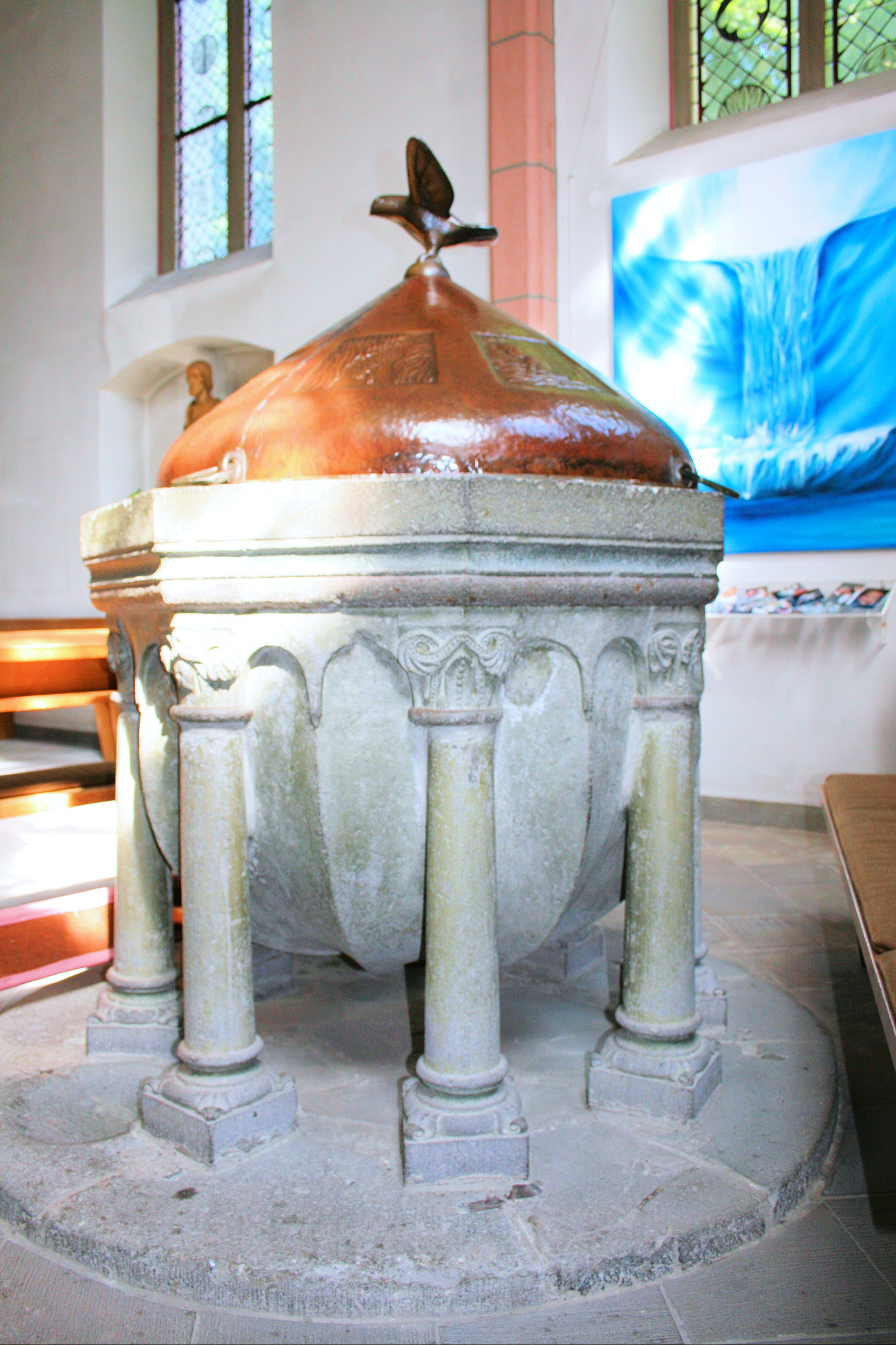
Das romanische Taufbecken

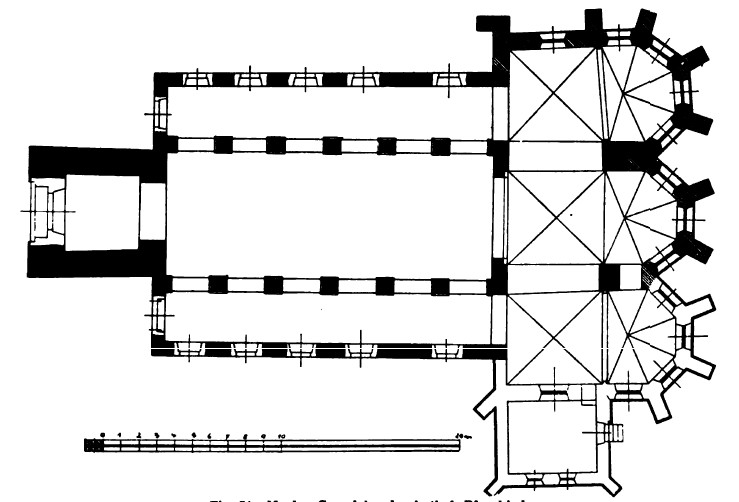
Grundriss 1907

Sankt Martinus ist die römisch-katholische Pfarrkirche in Much im Rhein-Sieg-Kreis, Nordrhein-Westfalen.

## Geschichte
Eine erste Vorgängerkirche wurde bereits am 31. März 1131 in einer Urkunde des Papstes Innozenz II. genannt. In dieser Urkunde wurde die Kirche in Much als Besitz des Cassius-Stifts in Bonn bestätigt.
Im 12. und 13. Jahrhundert wurde dann eine dreischiffige romanische Basilika errichtet, von der noch der Turm und das Langhaus erhalten sind. Im 15. Jahrhundert wurden das nördliche Seitenschiff und das Mittelschiff um den spätgotischen Chor bzw. Nebenchor erweitert. Im 18. und 19. Jahrhundert wurden die Seitenschiffe barock gestaltet. Ende des 19. Jahrhunderts wurde das südliche Seitenschiff um einen neugotischen Nebenchor ergänzt, der sich in seiner Größe den beiden Vorgängerchorbauten anpasst. Somit erhebt sich nun im Osten der Kirche eine ungewöhnliche Choranlage mit drei annähernd gleich großen Chorräumen.
Von 1952 bis 1964 wurde die Kirche grundlegend renoviert, der Bruchsteinbau erhielt seinen heutigen rotfarbigen Putz, und es wurde eine neue Sakristei angebaut. Von 1983 bis 1986 wurde das Mittelchor-Gewölbe erneuert und der von Heinrich Feige geschaffene und 1882 aufgestellte monumentale Ölbergaltar aus der Kirche entfernt. Letzterer wurde neben der Kirche wieder aufgebaut.

## Ausstattung
Unübersehbar erhebt sich im Chor des Mittelschiffs ein monumentales Holzkreuz aus dem späten 13. Jahrhundert (3,38 m Höhe, 2,10 m Breite). Zwischen dem Chor des Mittelschiffs und dem Chor des nördlichen Seitenschiffs befindet sich ein filigranes spätgotisches Sakramentshaus (um 1500) von 6,50 m Höhe. Im nördlichen Chorraum befindet sich ein Taufstein (um 1220) mit achtseitiger Cuppa, die aus einzigen Block Andesit gearbeitet wurde. Hierauf befindet sich eine, von Helmut Moos 1956 geschaffene Metallhaube. Von der weitgehend entfernten Barockausstattung sind lediglich die Kanzel (frühes 18. Jhd.) und ein Weihwasserbecken am südlichen Seiteneingang erhalten geblieben. Bemerkenswert sind auch die Seitenschifffenster im neobarocken Stil.